# Anneau delta

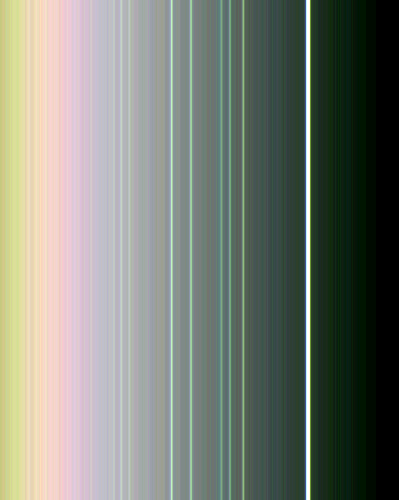
Schéma des anneaux d'Uranus

Ne doit pas être confondu avec Delta-anneau.
L'anneau delta (ou anneau δ) est un anneau planétaire situé autour d'Uranus.

## Caractéristiques
L'anneau delta orbite à 48 300 km du centre d'Uranus (soit 1,900 fois le rayon de la planète), entre l'anneau gamma et l'anneau lambda. Comme la quasi-totalité des autres anneaux d'Uranus, il est très fin, sa largeur étant de l'ordre de 3  à   7 km.